# 嫌悪派

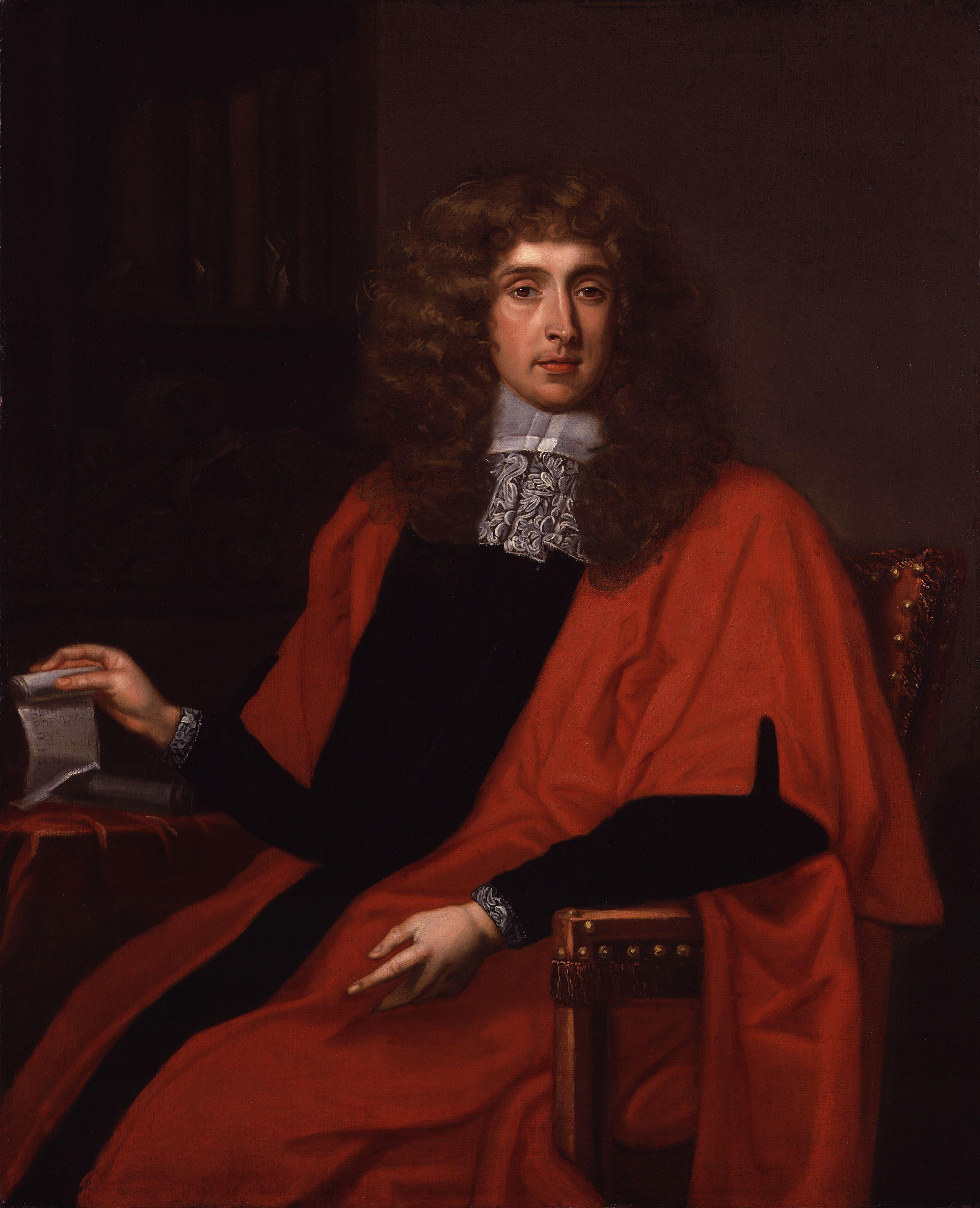
サー・ジョージ・ジェフリーズ、1678年から1680年ごろ。

嫌悪派（英語: Abhorrers）は、1679年にイングランド王チャールズ2世に請願を出し、議会開会を求めた請願派に対し、嫌悪感を示した人物の呼称。
1679年時点ではイングランドでの反カトリック感情、特にヨーク公ジェームズ（のちの国王ジェームズ2世）への反感が強く、庶民院が王位排除法案を可決したほどだった。一方で初代モンマス公爵ジェイムズ・スコット（チャールズ2世の庶子）は人気が高かった。
王位排除法案が正式に成立することを防ぐべく、チャールズ2世は1679年7月に議会を解散し、続く排除法議会にも1679年10月に停会を命じた。そのため、チャールズ2世のもとには開会を求める請願が殺到した。この状況に対し、サー・ジョージ・ジェフリーズとフランシス・ウィセンスは演説で「請願派」への「嫌悪」（abhorrence）を表明し、ここに国王の行動を支持する嫌悪派が成立した。同時代の伝記作家ロジャー・ノースが「全イングランドがばか騒ぎに陥った」と形容したように、請願派に反発する形で今度は嫌悪派の請願が全国各地からチャールズ2世のもとに殺到した。
『ブリタニカ百科事典第11版』は「ホイッグ党」「トーリー党」といった名称がはじめて用いられた理由を嫌悪派と請願派の論争に帰した。

## 関連図書
- Wood, James, ed. (1907). "Abhorrers" . The Nuttall Encyclopædia (英語). London and New York: Frederick Warne.